# Takoua Ben Mohamed
Takoua Ben Mohamed (in arabo: تقوى بن محمد; Douz, 22 settembre 1991) è una fumettista e illustratrice tunisina naturalizzata italiana.

## Biografia
Si trasferisce da Douz in Tunisia a Roma nel 1999 con sua madre e i suoi fratelli per ricongiungersi con il padre, esule politico scappato nel 1991 dalla dittatura di Ben Alì. Cresciuta nella periferia romana, spostandosi tra Spinaceto, Tor Bella Monaca, Centocelle e Torre Angela, fin da bambina si trova a vivere in un ambiente multiculturale che influirà sulla sua espressione artistica.
Si specializza in cinema d'animazione alla Nemo Academy of Digital Arts a Firenze.
Impegnata fin da giovane in associazioni di volontariato, nelle sue opere tratta diversi argomenti: gli stranieri in Italia, le donne musulmane, i rifugiati, il razzismo e la xenofobia, e altre tematiche legate ai diritti umani e sociali.
dopo essersi sposata si trasferisce In Oman per Amore dove vive col marito

## Carriera

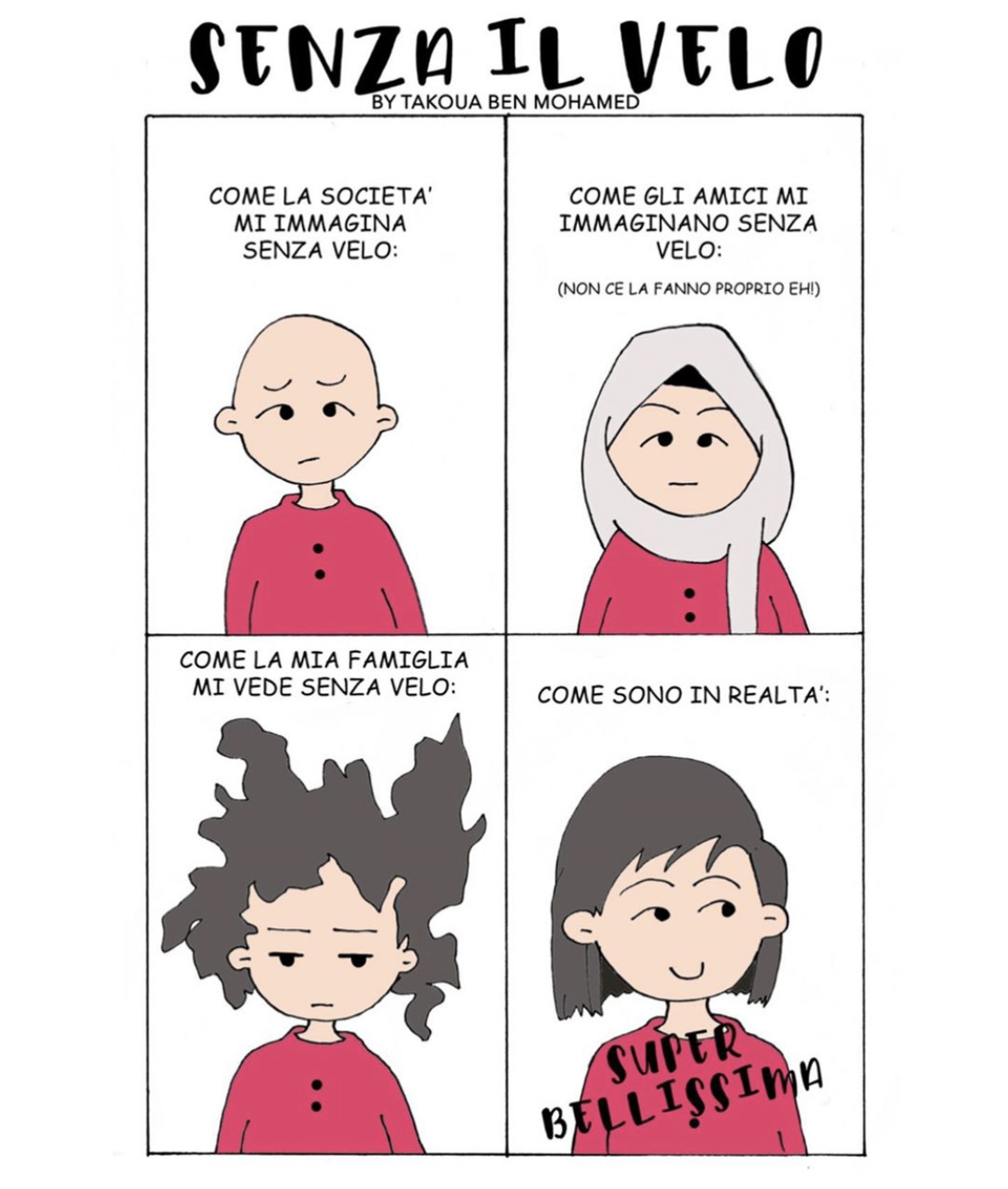
Illustrazione di Takoua Ben Mohamed

È tra i fondatori della produzione cinematografica M Collective Ltd, con cui produce il suo primo docufilm "Hejab Style" andato in onda su Al Jazeera a febbraio 2020. 
Fin dall'adolescenza si è dedicata al graphic journalism, ossia il "giornalismo a fumetti", sempre con l'obiettivo di raccontare, attraverso le sue tavole, realtà a molti sconosciute, quali vivere l'infanzia sotto la dittatura o il razzismo nei confronti degli stranieri.
Nel 2005 Takoua Ben Mohamed, mentre partecipa a un evento della comunità musulmana nella Moschea di Centocelle a Roma, inizia a produrre vignette in stile manga e fumetti sulle esperienze di donne musulmane con il velo (hijab) in Italia.
Nasce così il fumetto “intercultura”, anche se nei primi anni la diffusione dei primi lavori avvenne soprattutto durante iniziative promosse dalla comunità e tramite Facebook.
Nel febbraio del 2012 esordisce ufficialmente: alcune sue tavole vengono pubblicate all'interno del libro della prof.ssa Renata Pepicelli "Il velo nell'Islam. Storia politica estetica".
All'edizione 2014 del Festival internazionale del giornalismo di Perugia, viene presentato My Name is Takoua, cortometraggio documentario dei giornalisti Antonella Andriuolo e Lorenzo Cinque che racconta la sua storia.
Nello stesso anno, a Matera, partecipa per la prima volta alla manifestazione TEDx, in cui racconta al pubblico la sua storia, tra cui il significato personale di portare il velo, le sfide che i giovani figli degli immigrati in Italia si trovano ad affrontare, il razzismo e le ragioni di utilizzare lo strumento del fumetto per narrare tutti questi aspetti.
pubblica una prima raccolta per la casa Editrice Taphros, a cura del disegnatore Bepi Vigna, "Womanstory", in cui l'autrice illustra la quotidianità di una giovane donna con l'hijab in Italia e dedica un capitoletto anche alla Primavera araba, che nel dicembre 2015 viene presentato ufficialmente a Cagliari alla sesta edizione internazionale del Festival Nues dedicato a Fumetti e Cartoni nel Mediterraneo.
Nel 2016, Takoua Ben Mohamed riprende i suoi temi classici pubblicando con la casa editrice BeccoGiallo il libro Sotto il Velo, dove l'autrice racconta una serie di episodi di vita da lei vissuta.
Nel 2016 esordisce nel cinema: è infatti una delle protagoniste del documentario Porto il velo, adoro i Queen della regista Luisa Porrino e prodotto da Fargo Entertainment, che racconta la storia di tre donne musulmane, figlie dell'immigrazione tra gli anni settanta e novanta, e delle loro identità in bilico tra la cultura del paese di origine e quella italiana.
Nel frattempo, si perfeziona partecipando a un programma formativo su "social media and journalism" negli Stati Uniti, e continua anche il suo impegno civile, scendendo personalmente in campo per i diritti delle seconde generazioni in Italia, aderendo al Movimento Italiani senza Cittadinanza per la riforma di una nuova legge sulla cittadinanza che tenga conto del nuovo mutato panorama sociale italiano, proposta che verrà poi bocciata in Parlamento.
Nel 2018 pubblica La Rivoluzione dei Gelsomini, sempre con Becco Giallo editore, in cui racconta le tragiche vicissitudini della sua famiglia durante gli anni della dittatura di Ben Alì fino alla rivoluzione dei Gelsomini.
Nel 2020, oltre a collaborare con le riviste Confronti e il Piccolo Missionario, viene coinvolta in un progetto internazionale con l'ONG WeWorld per documentare la tratta degli esseri umani tra la Cambogia e il Vietnam, con l'obiettivo di produrre il libro Un'altra via per la Cambogia che possa portare a conoscenza il grande pubblico di questo fenomeno.

## Opere
- Woman Story, edizioni Taphros, ottobre 2015, ISBN 8874321643
- Sotto il Velo, Becco Giallo, ottobre 2016, ISBN 9788899016524
- La Rivoluzione dei Gelsomini, ottobre 2018, ISBN 9788833140001
- Un'altra via per la Cambogia, settembre 2020, ISBN 9788833141121
- Islamofobia e razzismo. Media, discorsi pubblici e immaginario nella decostruzione dell'altro, giugno 2020 ISBN 978-88-98670-47-5

## Premi e riconoscimenti
- Premio Speciale per l'Arte e la Cultura MoneyGram come miglior fumettista 2016;
- Premio Prato Città Aperta;
- Muslim international Book award 2017;
- Miglior opera a fumetti per il dialogo interreligioso ed interculturale, Muslim International Book Award 2017
- Premio speciale per miglior fumettista di seconda generazione "tirafuorilalingua" 2018
- Premio come miglior imprenditrice dell'anno FIDAPA (Federazione italiana arti professioni affari) award 2019.
- Premio speciale per miglior graphic journalist a livello europeo - Evens European Journalism Prize 2019
- "Donna dell'anno" per la rivista D - la Repubblica delle donne, dicembre 2021.

## Mostre
- Roma: mostra collettiva "Volto di donna" presso Camera dei Deputati, Sala della regina organizzata dall’associazione Artisticamente
- Tunisi: Istituto italiano di cultura
- Londra: Istituto italiano di cultura
- Lisbona, Portogallo: mostra "Paratissima Lisboa 2016" (luglio 2016)
- Ancona: mostra loggia dei mercanti di Anona "Adriatico Mediterraneo 2016" (agosto 2016)
- Polignano a Mare: mostra "CONVIVIUM" al Museo d’arte contemporanea Pino Pascali con la fondazione Pino Pascali
- Roma: esposizione Galleria Teatro dei Dioscuri al Quirinale con l'Associazione culturale Artisticamente 2014, 2015 3 2016
- Cagliari: Mese dei diritti umani, presso l'ex municipio di Assemini, in collaborazione con il comune di Assemini, cooperativa sociale Il giardini di Clara, studio editoriale typos, Centro internazionale del fumetto "Festival di Nues", progetto Sprar “Emilio Lussu” provincia di cavliari, associazione la collina, associazione Efys Onlus
- Roma: mostra "L’arte, un ponte per il dialogo" in collaborazione con biblioteca Quarticciolo, assessorato alle culture e sport del comune di roma, associazione culturale islamica in italia, Zétema
- Cagliari: mostra "woman story" all’ExArt al festival Nues in collaborazione con Sprar “Emilio Lussu”, associazione Efys onlus,studio editoriale Typos, comune di cagliari, provincia di cagliari, regione autonoma della sardegna, cagliari capitale italiana della cultura 2015
- Bassano del grappa: mostra "Il fumetto intercultura" a villa San Tommaso in collaborazione con il comune di bassano del grappa, Associazione B.I.G., 2015
- Roma: Università La Sapienza Di Roma convegno "Primavere arabe" 2015
- Cagliari: Giornata mondiale del rifugiato della fondazione “la collina” giugno 2015 ottobre 2015
- Napoli: "Io sono qui" organizzata dall’associazione Il Ramo D'oro 2015
- Udine: "Next La Repubblica delle idee" durante la mia presentazione del fumetto Intercultura per in dialogo. 2015
- Roma: festa nazionale tunisina della rivoluzione del gelsomino presso il centro culturale tunisino di Roma "Dar Al Tunisi", 2015
- Roma: collegio Universitario Villa Nazareth in occasione del seminario "Uno sguardo sul mondo" 2014
- Roma: evento culturale ed interculturale organizzato dall’Associazione culturale islamica in Italia moschea di Centocelle, 2007 e 2008

## Critica
Osserva il critico cinematografico Davide Di Giorgio: 
"La rivoluzione dei gelsomini stupisce due volte: innanzitutto per la distanza dal tono divertito e satirico del precedente Sotto il velo, che metteva alla berlina i pregiudizi e le incomprensioni fra le diverse culture con gusto irriverente e grande attenzione all'effetto comico. A questo si unisce la sorpresa per come l'autrice, pur ponendosi in prospettiva critica rispetto al suo passato, vuole preservarne in un certo qual modo la purezza, cercando di mettere il lettore nella condizione di vedere il regime con gli occhi di una bambina".
la rivista Donna Moderna, in un articolo dal titolo: "12 donne di cui sentirai parlare nel 2017", include anche la Ben Mohamed, con la seguente:
"È l'unica vignettista musulmana italiana che fa graphic journalism, cioè racconta con la semplicità dei disegni temi anche molto complessi. Il personaggio che l'ha resa famosa è una ragazza allegra e ironica che porta il velo e vive buffi equivoci e discriminazioni. Alla sua creatura di carta non ha voluto dare «nome, cittadinanza né luogo di origine perché ognuno, in ogni parte del mondo, si può identificare in lei». Le sue strisce sono appena state raccolte nel libro Sotto il velo e tra una presentazione e l'altra Takoua gira per i licei e le università".
Barbara Spadaro, ricercatrice dell’Università di Liverpool e studiosa della cultura italiana, ritiene che: 
"disegnando la quotidianità con grande autoironia, senza tralasciare i suoi stessi pregiudizi e desideri, i propri momenti di stanchezza, acidità, isteria - i propri scleri, come si dice a Roma - Takoua Ben Mohamed - offre un prezioso specchio ai suoi lettori, musulmani e non. Questo libro regala una grande opportunità per riflettere su incontri, (pre)giudizi e rapporti di potere in cui ci troviamo quotidianamente coinvolti in un mondo sempre più globalizzato, dove la tentazione a incasellare e incasellarci è sempre in agguato".